# くるピタ
くるピタ（くるぴた）は自転車部品メーカーシマノが製造している自転車用パーツである。

## 構造
本体は自転車のハンドルの回転部に付いていてコンパクトである。本体中央部のレバーで「とまる」を選び固定。「まわる」を選び解放する。また、誤ってロックしたまま走った場合でもハンドルが切れる様、強い力でのロックはしない。

## 目的
主に子供をハンドル部分のカゴに乗せる「子供乗せ自転車」に付く。ハンドルが回転し、子供が落下するのを防ぐためと思われる。
また、それ以外の一部車種にも付いており、前カゴに重い荷物を積んだ際の駐輪に役立つ。
一瞬ハンドルが動かないことで少しだけ防犯に役立つ。（施錠機能は無い。）